# Pont-Péan
Pont-Péan é uma comuna francesa na região administrativa da Bretanha, no departamento Ille-et-Vilaine. Estende-se por uma área de 8,74 km². Em 2010 a comuna tinha 4 543 habitantes (densidade: 519,8 hab./km²).